# Retromuseum Cheb

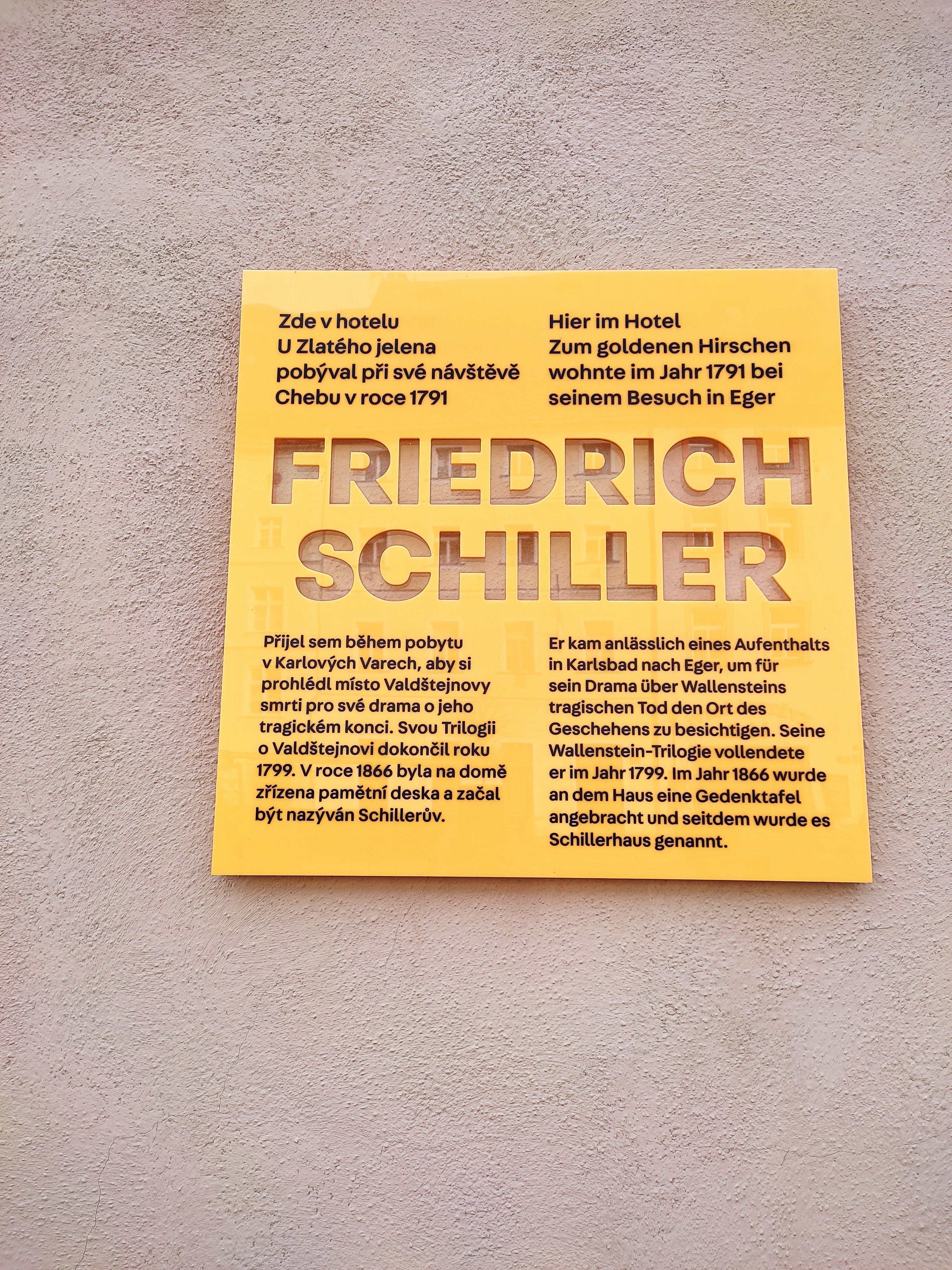
Pamětní deska pobytu Friedricha Schillera v domě, kde dnes sídlí muzeum

Retromuseum vzniklo jako součást Galerie výtvarného umění v Chebu. Vybudováno bylo mezi roky 2014 až 2016 v budově tzv. Schillerova domu. Tuto budovu zdarma poskytlo město Cheb a následné úpravy spolufinancovaly Karlovarský kraj a ROP Severozápad.
Muzeum je zaměřeno na design a životní styl v 60., 70. a 80. letech 20. století. Muzeum vystavuje tehdejší dopravní prostředky, hračky, oblečení, obývací pokoje, kuchyně, koupelny, televizory, magnetofony, vysavače, fény či žehličky. Řadu exponátů zapůjčilo Národního technické muzeum v Praze a Uměleckoprůmyslové museum, hlavní partneři projektu. Zvláštní expozice se věnuje botaskám z podniku Botana Skuteč a chebskému designérovi Josefu Cupákovi, autoru legendárního bicyklu Eska 622.